# Iglesia de San Miguel Arcángel (Murla)

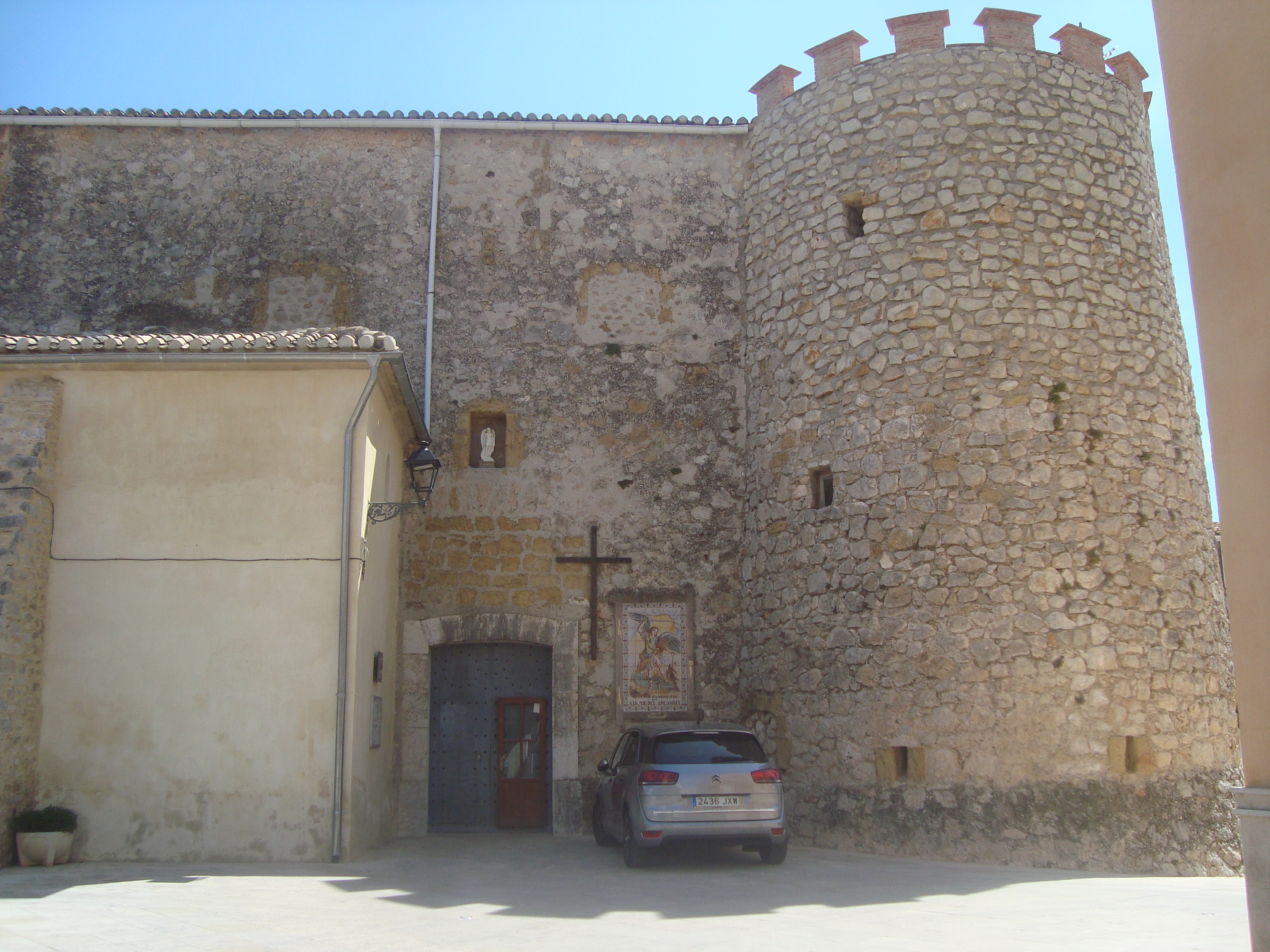
Castillo de Pop-Iglesia parroquial de San Miguel Arcángel de Murla (Alicante).

La iglesia de San Miguel Arcángel es un templo de la localidad española de Murla, en la provincia de Alicante. Debido a su carácter fortificado, también ha recibido el nombre de castillo de Pop, hecho reconocido por las autoridades.

## Historia
El hisn Büb fue un antiguo castillo de los inicios de la dominación islámica, levantado sobre restos romanos. Durante el último periodo musulmán perteneció a Al-Azraq, el cual lo entregó a Jaime el Conquistador a mediados del siglo XIII mediante el pacto de Jovada. Con el reparto fue atribuido a Pedro de Altafulla, pero después fue recuperado por Al-Azraq. En 1258 el rey nombró al almirante Carroz, señor de Rebollet, alcaide del castillo. En 1279, Arnaldo de Roas es alcaide encargado del castillo, con un sueldo anual de mil sueldos. En 1288, es sustituido por Ramón de Urgió, el cual cobra todas las rentas del castillo.
En 1296, se producía la concesión vitalicia del castillo, villa y término a Ramón de Villanova. Renovadas con dos concesiones en 1296 y 1305.
En el año 1323, Jaime II donó a su hijo el infante Pedro varios lugares y castillos valencianos, entre los cuales se encontraba este castillo. En 1328 el infante vendió el castillo y su valle a María Ladró, viuda de Ramón de Villanova, y su hijo Vitalón, representado este último por su tío y tutor Vital de Villanova. Después de esta venta el castillo dejó de estar entre las propiedades reales y aparece pocas veces en la documentación real.
En él, según la Gesta Roderici Campidoti, el Cid Campeador habría pasado la Pascua de 1090 junto a la comunidad cristiana allí existente. Da nombre al valle de Pop, valle medio del río Gorgos en la Marina Alta.

## Las alquerías del castillo de Pop
En el segundo volumen del Repartiment de Valencia aparecen los nombres de varias de sus alquerías donadas a cristianos en Pop: Parsen, Ceylent, Mernica, Benigela, Rahalabelbahar, Benalbacar, Alcanicia y Benilacruci.
En la Edad Media el castillo de Pop comprendía dentro de su jurisdicción las siguientes alquerías:

### Alquerías localizadas

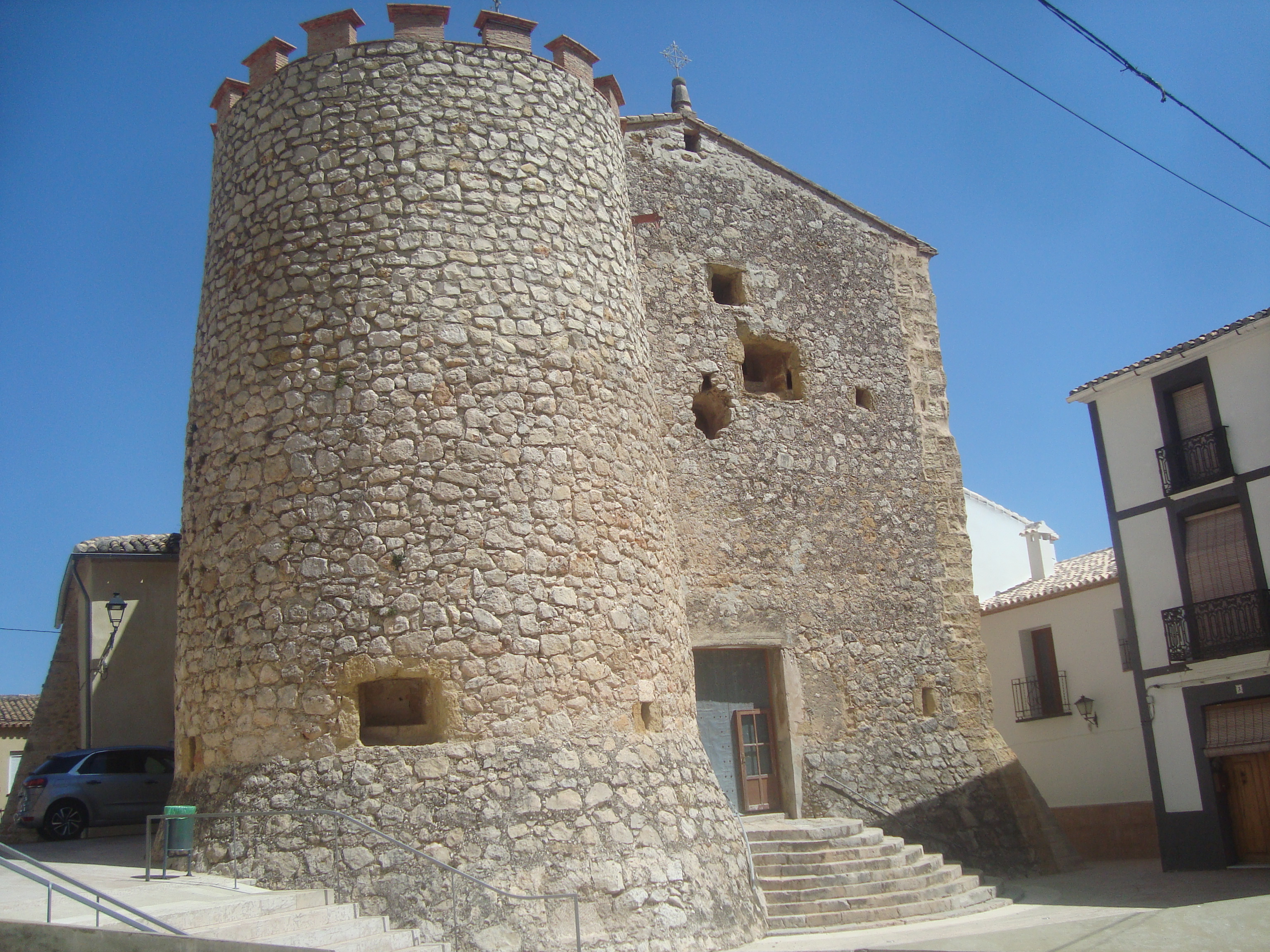
Castillo de Pop-Iglesia parroquial de San Miguel Arcángel de Murla (Alicante).

- Castillo de Pop-Iglesia parroquial de San Miguel Arcángel de Murla (Alicante).Alcañices (la actual Canessa)
- Benigela (la actual Benichembla)
- Vernissa
- Murla
- Pars (el actual Parcent)

### Alquerías sin localizar
- Benallacar
- Benilacrux o Benilacruci
- Ceylent
- Mortia
- Rahalhabelhabar

### Iglesia
A mediados del siglo XVI pierde su función defensiva, siendo únicamente iglesia a partir de entonces. En el siglo XVIII se levanta un campanario sobre la torre noroeste, que en 1990 se derrumba, siendo reconstruida la torre en su estado original (siglo XII) y construido un nuevo campanario al nordeste, junto a un edificio de viviendas.

## Otros castillos denominados de Pop
Existía una gran confusión sobre la localización del castillo de Pop, ya que la gente creía que estuvo situado sobre el monte Caballo Verde. Esta confusión se generó durante el siglo XIV, momento en que se distinguían dos castillos distintos, Castillo de Orba, en Orba, y la actual Iglesia-castillo de Murla. La leyenda habla sobre un castillo que se creía estaba situado en la cima del monte Caballo Verde, pero se ha terminado constatando que en realidad, cuando los murlies nombraban al castillo de Pop, se estaban refiriendo a la iglesia fortificada de Murla. Parece ser que, la denominación castillo de Murla era para referirse a un castillo situado en el municipio de Orba, en lugar de la iglesia fortificada de Murla, en el valle de Pop, ya que al parecer ese castillo era el que existía en Murla antes de la iglesia fortificada. Tanto la iglesia como dicho castillo se encontraban claramente diferenciados porque pertenecían a distintos dueños, hasta que a finales del siglo XIV ambas construcciones pasaron a formar parte del mismo propietario, lo que propició una confusión que incluso logró confundir a los antiguos cronistas y a los modernos historiadores. Dicho esto, el denominado castillo de Pop, además de a dicha iglesia, y al otro supuesto castillo, dado que lo confundían con la iglesia, que también se la denominó así, se refería también al castillo situado en el puig d'Orba, cuyo verdadero nombre es Castellet o castillo de Murla, del que en 2018 quedan algunos muros derruidos.
En 1609, el ayuntamiento de Murla adquirió un relieve sobre crónicas nacionales donde se veían tropas reales y moriscos combatiendo, de modo que los cronistas, ya que se conservó en la tradición, volvieron a hacer uso del castillo de Pop, el cual ya convertido en iglesia nadie recordaba su antiguo nombre, ni sabía su enclave, de modo que lo situaron sobre la cumbre del monte local, tal y como era costumbre en otros castillos de la época.
Existen tres construcciones distintas que, a partir de un determinado momento de la historia, han llegado a recibir el mismo nombre de forma popular:
- El castillo de Pop del monte Caballo Verde, montaña en la que se ha encontrado cerámica islámica, dado que probablemente allí estaría el morabito, santuario islámico, de al-Fátima, que luchó contra el rey Jaime I, y ante la derrota fue engullido, junto con su caballo verde, por la montaña, y según la leyenda, la montaña le retornaría para devolver la libertad a los musulmanes. Esto hizo que surgiera un morabo sobre su sepultura y que fuera visitado y usado como refugio en la expulsión, por los mudéjares de ambas Marinas. Esta leyenda murió con la expulsión de los moriscos y de existir tales restos mortales, estarían en la llanura que hay entre las cumbres del Peñón, y la Peña Roja, donde existe cerámica árabe, sobre todo tardía.[6] Por lo tanto, jamás existió un castillo en su cima, y cuando se hace referencia a él, se refieren en realidad a la antigua fortaleza en Murla, sobre la que se levantó la iglesia.[1]

- La alquería de Murla, donde se construyó una fortaleza que posteriormente se convirtió en iglesia, de modo que se olvidó que antes fue una especie de castillo, y que ahora recibe también el nombre de Castillo de Pop.

- El castillo de Murla, situado en el Puig D'Orba, antaño conocido también como castillo de Pop, ya que era el antiguo castillo de Murla, antes que la fortaleza de la alquería, y ahora como castillo de Orba o Castellet.